# Itapecuru Mirim (ort)
Itapecuru Mirim är en ort i Brasilien.   Den ligger i kommunen Itapecuru Mirim och delstaten Maranhão, i den nordöstra delen av landet, 1 400 km norr om huvudstaden Brasília. Itapecuru Mirim ligger 20 meter över havet och antalet invånare är 34 943.
Terrängen runt Itapecuru Mirim är mycket platt. Det finns inga andra samhällen i närheten.
Omgivningarna runt Itapecuru Mirim är huvudsakligen savann. Runt Itapecuru Mirim är det ganska glesbefolkat, med 35 invånare per kvadratkilometer.